# Finley Heights
Die Finley Heights (in Chile Sierra Finley) umfassen eine Reihe schroffer, küstennaher Berggipfel von bis zu 1070 m Höhe, die sich zwischen den Mündungsgebieten des Bingham-Gletschers und des Lurabee-Gletschers an der Wilkins-Küste des Palmerlands erheben.
Die Entdeckung erfolgte durch den australischen Polarforscher Hubert Wilkins bei einem Überflug am 20. Dezember 1928. Wilkins hielt sie irrtümlich für eine Insel, die in einem vermeintlichen Kanal liegt, der seinerseits die Antarktische Halbinsel durchschneidet. Der US-amerikanische Geologe W. L. G. Joerg konnte die eigentliche Natur des Objekts anhand von Vergleichen mit den Luftaufnahmen des US-amerikanischen Polarforschers Lincoln Ellsworth aus dem Jahr 1935 und mithilfe der Berichte der British Graham Land Expedition (1934–1937) aufklären. Bestätigt wurden Joergs Erkenntnisse durch nachfolgende Überflüge im Jahr 1940 bei der United States Antarctic Service Expedition (1939–1941). Benannt ist die Formation nach John Huston Finley (1863–1940), Herausgeber der New York Times und Präsident der American Geographical Society von 1925 bis 1934.